# Hjälmryd och Vralen
Hjälmryd och Vralen är en av SCB avgränsad och namnsatt småort i Borås kommun i Västra Götalands län som omfattar bebyggelse i byarna Hjälmryd och Vralen i Bredareds socken. I Hjälmryd finns museet Unos Djur.